# Nossa Senhora de Nazaré
Nossa Senhora de Nazaré är en kommun i Brasilien.   Den ligger i delstaten Piauí, i den östra delen av landet, 1 400 km norr om huvudstaden Brasília. Antalet invånare är 4 560. Arean är 356 kvadratkilometer.
Terrängen i Nossa Senhora de Nazaré är mycket platt.
Omgivningarna runt Nossa Senhora de Nazaré är huvudsakligen savann. Runt Nossa Senhora de Nazaré är det glesbefolkat, med 10 invånare per kvadratkilometer.